# Algemene Nederlandse Bond voor Ouderen
De Algemene Nederlandse Bond voor Ouderen is een vereniging onder Nederlands recht, die statutair alleen de naam ANBO draagt.

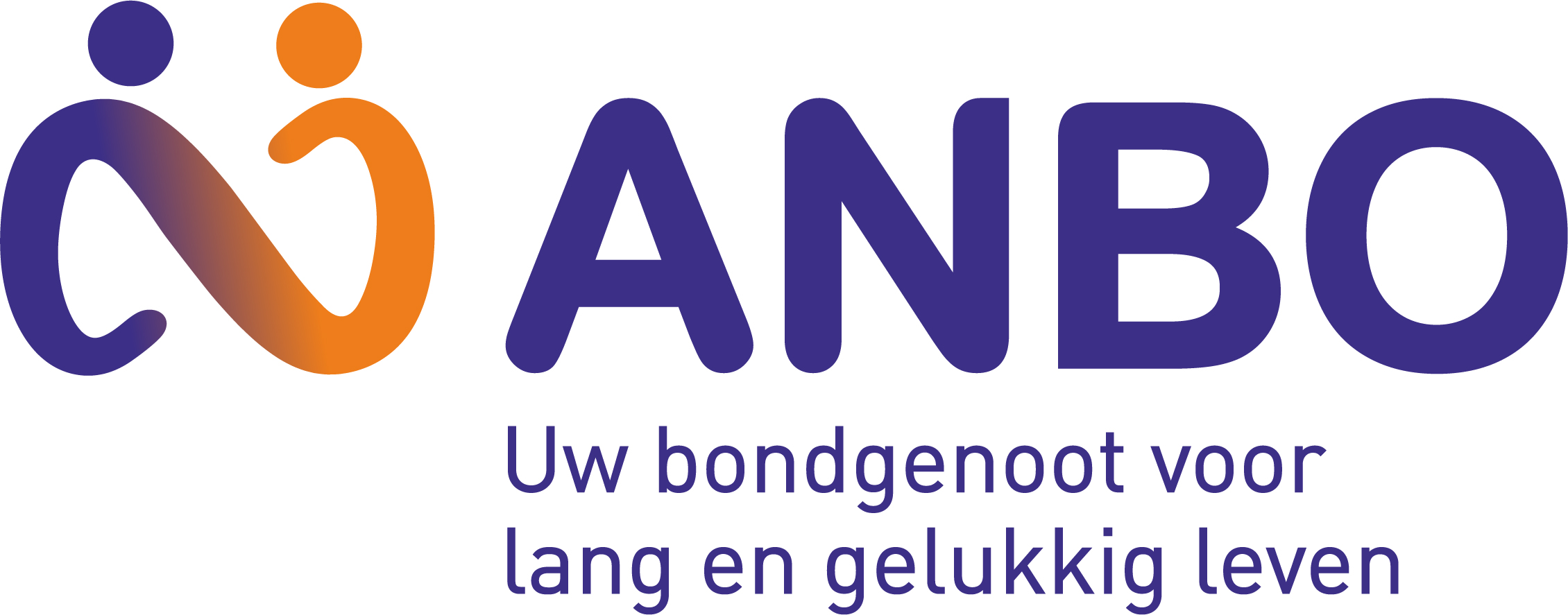
ANBO-logo

De vereniging is opgericht om de individuele en collectieve belangen van senioren in de samenleving te dienen. De vereniging doet dat door
- namens hen op te komen voor hun rechten;
- de materiële, sociale en culturele positie te bewaken en te verbeteren;
- hen bij te staan met individuele hulp en advies;
- te onderhandelen met bedrijven om ledenvoordeel te krijgen;

en wil daarmee bereiken dat ouderen tot op hoge leeftijd volwaardig kunnen blijven participeren in de samenleving.
De vereniging is op 6 december 1977 opgericht en heeft haar zetel en bureau in Woerden. De vereniging hangt geen confessionele of politieke stroming aan. Wel had de voorganger, de Bond voor de Staatspensionering, een radicaal liberale signatuur.

## Geschiedenis

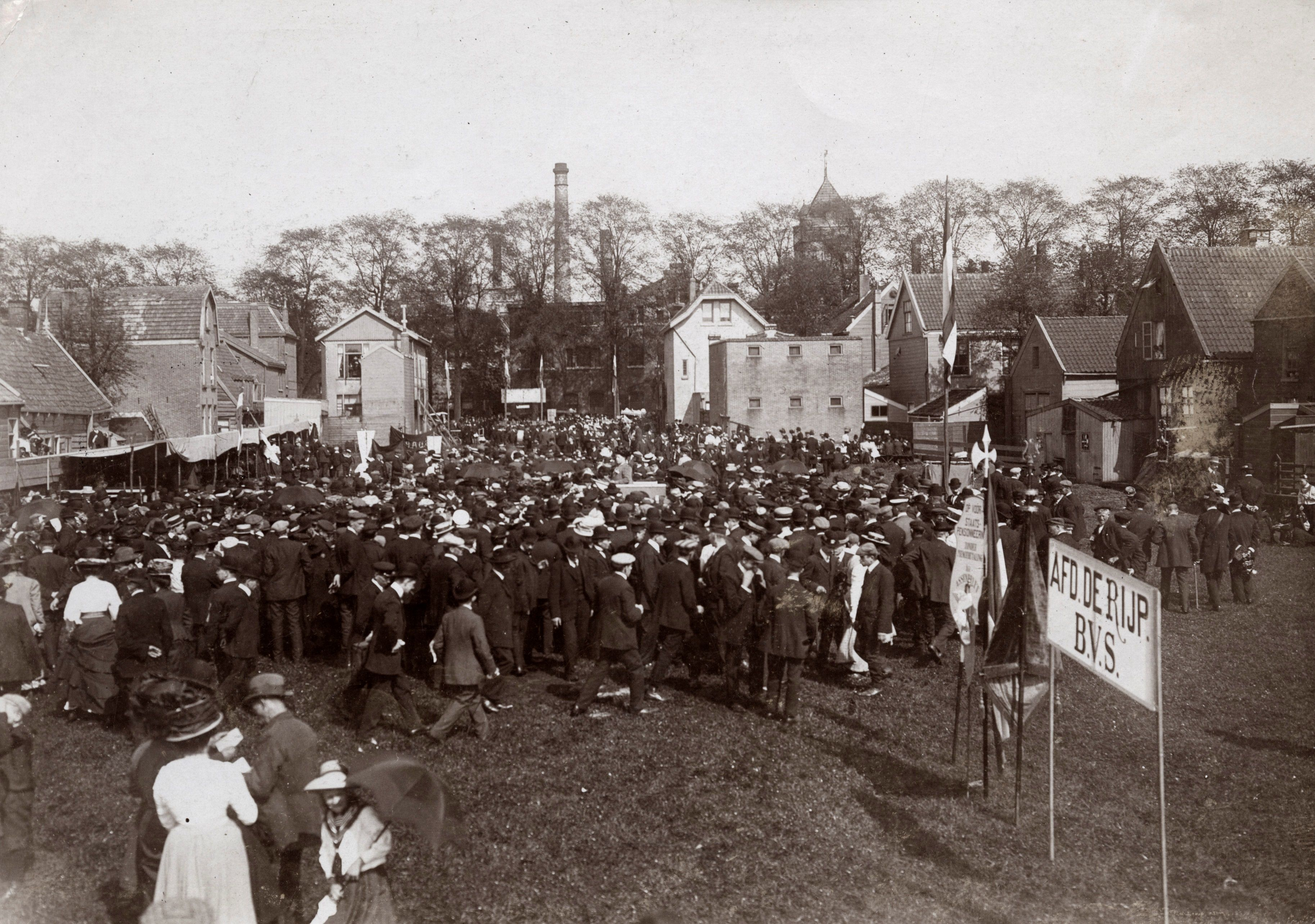
Bijeenkomst van de Bond voor Staatspensionering in 1910

De verzekeringsman en publicist Perio, pseudoniem van Gerardus Lambertus Janssen, is de oprichter van de Bond voor Staatspensionering, waarvan ANBO de rechtsopvolger is.
Perio leefde van 1859 tot 1932 en richtte op 9 september 1900 in Arnhem de Bond op om te strijden voor een allemanspensioen.
In 1947 – vlak na de oorlog – werd door (destijds) minister van Sociale Zaken Willem Drees de Noodwet Ouderdomsvoorziening ingesteld, om ouderen van een basisinkomen te voorzien. Tien jaar later, vijfentwintig jaar na Perio's dood, werd onder Drees' premierschap de noodwet vervangen door een permanente regeling: de AOW. AOW-geld ontvangen stond lang bekend als 'trekken van Drees'.
Het strijden voor een goed pensioen en het behartigen van de materiële belangen van ouderen leidde op 6 december 1977 tot een fusie tussen de Bond voor Staatspensionering en de Algemene Bond voor Bejaarden, onder de naam ANBO.
De Algemene Bond voor Bejaarden (ABvB) is door Rotterdamse havenarbeiders opgericht op 23 juli 1945 om met name de materiële belangen van ouderen te behartigen.
ANBO heeft een brede kijk op politiek en belangenbehartiging en werkt volledig onafhankelijk van politieke stromingen. De organisatie heeft contacten met alle politieke partijen in Nederland en beïnvloedt beleid via gesprekken met Tweede- en Eerste Kamer, ministeries, pensioenfondsen, zorgverzekeraars en anderen. Daarnaast is ANBO banden aangegaan met commerciële organisaties, zodat de leden kunnen profiteren van zorg- en energiecollectieven. Vanaf 2013 biedt ANBO ook schadeverzekeringen aan.
Per 1 januari 2009 was de vereniging aangesloten als 17e bond bij de FNV. In de overige FNV-bonden waren de meningen over die toetreding verdeeld, omdat de vereniging geen vakbondsverleden had en naar verwachting nooit in bedrijven actie zou kunnen voeren. Na die toetreding zouden de vakbonden zich beperken in activiteiten voor hun senioren en zich meer gaan richten op de werving en de belangenbehartiging van werkenden en uitkeringsgerechtigden. ANBO zou de belangenbehartiging van de FNV-senioren voor zijn rekening nemen. Sinds de reorganisatie van de bonden binnen de FNV in 2011 en 2012 heeft ANBO ervoor gekozen niet langer deel uit te maken van de FNV en trad met ingang van 1 januari 2013 uit de federatie.

## Organisatie
ANBO heeft ongeveer 124.000 leden, waarvan er enkele duizenden actief zijn als belastinginvulhulp, sociaal netwerker of lid van een activiteitenteam.
ANBO is sinds mei 2012 gevestigd in Woerden. De directeur-bestuurder is eindverantwoordelijk voor de uitvoering van het in de Ledenraad geformuleerde beleid. Circa vijftig medewerkers vormen een professioneel verenigingsbureau. Taken zijn belangenbehartiging en beleidsbeïnvloeding op centraal niveau, centrale ledenadministratie, public relations, verenigingscommunicatie, marketing en financiën.
Sinds 2009 werkt ANBO aan de modernisering van de vereniging binnen het versterkingstraject ANBO Anders. Dit traject vormt de vereniging om tot een directe democratie, met een ledenraad. Daarnaast heeft ANBO per 2013 een directeur-bestuurder, die wordt gecontroleerd door een Raad van Toezicht. De operationele processen worden gescheiden van de bestuurlijke processen en vrijwilligers zijn – anders dan in het verleden – geen bestuurders meer.
ANBO heeft alle lokale afdelingen inmiddels opgeheven en wil alleen werken met lokale activiteitenteams. De wijze waarop door de leiding dit proces is uitgevoerd heeft sinds einde 2015 in een ledenverlies geresulteerd van zo'n 65.000. Er worden nog nauwelijks lokale activiteiten verricht.

## Activiteiten
ANBO doet – op landelijk en lokaal gebied – aan belangenbehartiging op de terreinen die voor huidige en toekomstige senioren van belang zijn. De belangenbehartiging van ANBO richt zich op drie speerpunten: inkomen en pensioen, zorg en gezondheid en wonen. Sinds begin 2015 heeft ANBO de individuele hulp aan leden flink geïntensiveerd. Behalve online en telefonisch kunnen leden bezoek krijgen van een ANBO-consulent, een geschoolde vrijwilliger. ANBO biedt zijn vrijwilligers scholing aan via de ANBOacademie. Vrijwilligers brengen ook huisbezoek in het kader van de jaarlijkse aangifte inkomstenbelasting (belastinginvulhulp) en via de nieuwe dienst Sociaal Netwerker, die helpt isolement te bestrijden.
Daarnaast biedt ANBO de leden een pakket aan kortingen en voordeel op onder andere ziektekostenverzekeringen, energie, reizen en schadeverzekering.

## Vertegenwoordiging in pensioenfondsen
ANBO is vertegenwoordigd in een flink aantal overlegorganen op de terreinen inkomen, gezondheid en wonen, Denk aan het maatschappelijk overleg banken, overleg met DNB, verschillende ministeries en met brancheorganisaties. Ook participeert ANBO in de pensioenfondsen PFZW (3 vertegenwoordigers in het verantwoordingsorgaan en één bestuurslid), ABP (verantwoordingsorgaan), BPF Schilders (verantwoordingsorgaan), BPF Schoonmaak (verantwoordingsorgaan), het Bedrijfspensioenfonds voor het bakkersbedrijf (bestuur), het Bedrijfstakpensioenfonds voor de betonproductenindustrie (bestuur) en het pensioenfonds voor de woningcorporaties (verantwoordingsorgaan).

## Belastingservice
Binnen de samenwerking met Unie KBO en de PCOB biedt ANBO een belastingservice voor de leden aan. Het gaat om leden die 65 jaar of ouder zijn en een inkomen hebben tot maximaal het toetsingsinkomen voor de zorgtoeslag. Jaarlijks bieden ongeveer 2.500 vrijwilligers deze leden hulp bij de aangifte inkomstenbelasting en bij het aanvragen of wijzigen van toeslagen, zoals zorg- en huurtoeslag. Jaarlijks doen deze vrijwilligers ruim 120.000 aangiftes voor de leden.

## Uitgaven
ANBO geeft een ledenblad uit, het ANBO Magazine, voorheen ANBO Vizier.

### Oplage
| Jaar | Betaalde gerichte oplage | Totaal verspreide oplage |       |
| ---- | ------------------------ | ------------------------ | ----- |
| 2006 | 145.797                  | 148.595                  | [ 3 ] |
| 2007 | 159.241                  | 161.427                  | [ 4 ] |
| 2011 | 351.130                  | 354.292                  | [ 5 ] |
| 2012 | 362.149                  | 362.387                  | [ 6 ] |
| 2022 | 64.849                   | 64.967                   | [ 7 ] |